# Кудушлібашево
Кудушліба́шево (рос. Кудушлибашево, башк. Көҙөшлөбаш) — присілок у складі Кушнаренковського району Башкортостану, Росія. Входить до складу Старокурмашевської сільської ради.
Населення — 56 осіб (2010; 51 у 2002).
Національний склад:
- башкири — 80 %